# Discografia di Céline Dion
La cantante canadese Céline Dion ha pubblicato ventisei album in studio, sette album live, diciassette compilation e ventuno cofanetti. Il suo album di debutto, La voix du bon Dieu, fu pubblicato nel 1981. Negli anni '80, la Dion pubblicò i suoi album in lingua francese in Canada, con diverse compilation pubblicate anche in Francia. Il suo primo album in lingua inglese, intitolato Unison, è stato pubblicato nel 1990 e ha venduto oltre tre milioni di copie in tutto il mondo. Seguito da Dion chante Plamondon nel 1991 e Céline Dion nel 1992. Quest'ultimo è diventato uno dei sei dei suoi album certificati disco di diamante in Canada per la vendita di almeno un milione di copie per ogni album. La popolarità di Céline Dion si è consolidata con il suo album del 1993, The Colour of My Love, che ha scalato le classifiche in vari paesi del mondo, tra cui Regno Unito, Canada e Australia, e ha venduto venti milioni di copie in tutto il mondo. Negli Stati Uniti, è stato certificato sei volte disco di platino. Uscito nel 1995, D'eux divenne l'album in lingua francese più venduto della storia, con vendite di dieci milioni di copie in tutto il mondo. Solo in Francia, l'album trascorse quarantaquattro settimane in cima alla classifica e vendette 4,5 milioni di unità, diventando l'album più venduto in Francia di tutti i tempi. L'album Céline Dion divenne anche il primo album dei sei, ad essere certificato disco di diamante in Francia.
Falling into You (1996) e Let's Talk About Love (1997) sono stati i principali successi della Dion, raggiungendo la numero uno in molti paesi del mondo e diventando due degli album più venduti di tutti i tempi, con vendite di oltre trentadue e trentun milioni di copie. Entrambi gli album sono stati certificati disco di diamante negli Stati Uniti; Falling into You ha conseguito la certificazione di platino per undici volte più tardi, per la vendita di undici milioni di copie. Falling into You ha vinto anche due Grammy Award come Album dell'Anno e Miglior Album Pop Vocale nel 1997. Let's Talk About Love è diventato il primo album certificato dieci volte disco di platino dall'IFPI per vendite di almeno dieci milioni di copie in Europa. Nel 1998, la Dion pubblicò un altro album in lingua francese, S'il suffisait d'aimer e il suo primo album di Natale in lingua inglese, These Are Special Times, che divenne il quarto album di Natale più venduto negli Stati Uniti nell'era di Nielsen SoundScan, con vendite di 5,44 milioni di copie. Nel resto del mondo ha venduto dodici milioni di copie. Una raccolta di grandi successi con sette inediti, All the Way... A Decade of Song venne pubblicata nel novembre 1999, in cima alle classifiche di tutto il mondo, ha venduto oltre diciassette milioni di copie a livello mondiale, fino al gennaio 2002. Negli Stati Uniti, All the Way... A Decade of Song è diventato il più grande album di successo di un artista femminile nell'era Nielsen SoundScan dove ha superato gli otto milioni di punti vendita. In Giappone ha ottenuto per due volte la certificazione Million per i due milioni di copie vendute.
Nel marzo 2002, dopo una pausa di due anni, Céline torna nello scenario musicale con l'album, A New Day Has Come, che scala le classifiche in molti paesi, vendendo dodici milioni di copie in tutto il mondo. Durante i cinque anni del suo show residenziale di Las Vegas, A New Day..., la Dion pubblica cinque album in studio: One Heart (2003), 1 fille & 4 types (2003), Miracle (2004), D'elles (2007) e Taking Chances (2007). Dopo il Taking Chances World Tour e un'altra pausa, inizia il suo secondo show residenziale di Las Vegas, Céline nel marzo 2011. Nel 2012, Céline inizia a registrare nuove canzoni per i suoi prossimi album in lingua francese e inglese. Sans attendre è stato pubblicato a novembre 2012, sclando le classifiche dei paesi francofoni. È diventato l'album più venduto del 2012 in Francia, dove è stato certificato disco di diamante. Loved Me Back to Life è stato pubblicato nel novembre 2013 ed è diventato il tredicesimo album di Céline Dion a salire in cima alla classifica nel periodo Nielsen SoundScan in Canada e l'undicesimo album salito nella parte superiore della classifica al suo debutto. Raggiunse anche il secondo posto negli Stati Uniti e il terzo nel Regno Unito e in Francia. Loved Me Back to Life è stato certificato quattro volte disco di platino in Canada, due volte disco di platino in Francia e disco di platino nel Regno Unito.
Céline Dion ha venduto 200 milioni di album in tutto il mondo ed è conosciuta come uno degli artisti musicali più venduti al mondo. Nel 2004, ha ricevuto il Chopard Diamond Award ai World Music Award che ha riconosciuto il suo status di artista femminile più venduta di tutti i tempi. Nel 2007, la Dion è stata insignita del Legend Award ai World Music Award in riconoscimento del suo successo globale e del suo eccezionale contributo all'industria musicale. È l'artista canadese che ha venduto di più nella storia e nell'era Nielsen SoundScan in Canada, dal 1996 e la seconda artista femminile che ha venduto di più nell'era Nielsen SoundScan negli Stati Uniti, dal 1991, con vendite di 52.600.000 copie di album. È anche la prima e unica cantante donna ad aver venduto per tre volte, otto milioni di copie negli Stati Uniti dal 1991. I suoi album Falling into You, Let's Talk About Love, All the Way... A Decade of Song, The Colour of My Love e These Are Special Times sono tra i primi 100 album certificati secondo la RIAA. Quattro dei suoi album (Falling into You, Let's Talk About Love, All the Way... A Decade of Song e These Are Special Times) sono tra i primi dieci album canadesi più venduti nell'era SoundScan in Canada.

## Album in studio

### Anni 80
| Anno                                                                                            | Titolo e dettagli dell'album                                                                                             | Posizioni massime in classifica | Posizioni massime in classifica | Posizioni massime in classifica | Posizioni massime in classifica | Posizioni massime in classifica | Posizioni massime in classifica | Posizioni massime in classifica | Posizioni massime in classifica | Posizioni massime in classifica | Posizioni massime in classifica | Posizioni massime in classifica | Vendite                            | Certificazioni       |
| Anno                                                                                            | Titolo e dettagli dell'album                                                                                             | AUS                             | BEL                             | CAN                             | FRA                             | GER                             | ITA                             | JPN                             | NLD                             | SWI                             | UK                              | USA                             | Vendite                            | Certificazioni       |
| ----------------------------------------------------------------------------------------------- | --- | ------------------------------- | ------------------------------- | ------------------------------- | ------------------------------- | ------------------------------- | ------------------------------- | ------------------------------- | ------------------------------- | ------------------------------- | ------------------------------- | ------------------------------- | ---------------------------------- | -------------------- |
| 1981                                                                                            | La voix du Bon Dieu - Pubblicazione: 6 novembre 1981 - Etichetta: Super Étoiles - Lingua: francese - Formato: LP, MC     | —                               | —                               | —                               | —                               | —                               | —                               | —                               | —                               | —                               | —                               | —                               | - Canada: 100.000                  |                      |
| 1981                                                                                            | Céline Dion chante Noël - Pubblicazione: 4 dicembre 1981 - Etichetta: Super Étoiles - Lingua: francese - Formato: LP, MC | —                               | —                               | —                               | —                               | —                               | —                               | —                               | —                               | —                               | —                               | —                               |                                    |                      |
| 1982                                                                                            | Tellement j'ai d'amour... - Pubblicazione: 7 settembre 1982 - Etichetta: Saisons - Lingua: francese - Formato: LP, MC    | —                               | —                               | —                               | —                               | —                               | —                               | —                               | —                               | —                               | —                               | —                               | - Canada: 150.000                  | - Canada: Platino    |
| 1983                                                                                            | Les chemins de ma maison - Pubblicazione: 7 settembre 1983 - Etichetta: Saisons - Lingua: francese - Formato: LP, MC     | —                               | —                               | —                               | —                               | —                               | —                               | —                               | —                               | —                               | —                               | —                               | - Canada: 100.000                  | - Canada: Oro        |
| 1983                                                                                            | Chants et contes de Noël - Pubblicazione: 3 dicembre 1983 - Etichetta: Saisons - Lingua: francese - Formato: LP, MC      | —                               | —                               | —                               | —                               | —                               | —                               | —                               | —                               | —                               | —                               | —                               |                                    |                      |
| 1984                                                                                            | Mélanie - Pubblicazione: 22 agosto 1984 - Etichetta: TBS - Lingua: francese - Formato: LP, MC                            | —                               | —                               | —                               | —                               | —                               | —                               | —                               | —                               | —                               | —                               | —                               |                                    | - Canada: Oro        |
| 1985                                                                                            | C'est pour toi - Pubblicazione: 27 agosto 1985 - Etichetta: TBS - Lingua: francese - Formato: LP, MC                     | —                               | —                               | —                               | —                               | —                               | —                               | —                               | —                               | —                               | —                               | —                               |                                    |                      |
| 1987                                                                                            | Incognito - Pubblicazione: 2 aprile 1987 - Etichetta: CBS - Lingua: francese - Formato: CD, LP, MC                       | —                               | 65                              | —                               | —                               | —                               | —                               | —                               | —                               | —                               | —                               | —                               | - Canada: 200.000 - Mondo: 500.000 | - Canada: 2x Platino |
| "—" denota che la traccia non è stata presente in classifica, oppure non è uscita in quel paese | |                                 |                                 |                                 |                                 |                                 |                                 |                                 |                                 |                                 |                                 |                                 |                                    |                      |

### Anni 90
| Anno                                                                                            | Titolo e dettagli dell'album | Posizioni massime in classifica | Posizioni massime in classifica | Posizioni massime in classifica | Posizioni massime in classifica | Posizioni massime in classifica | Posizioni massime in classifica | Posizioni massime in classifica | Posizioni massime in classifica | Posizioni massime in classifica | Posizioni massime in classifica | Posizioni massime in classifica | Vendite | Certificazioni |
| Anno                                                                                            | Titolo e dettagli dell'album | AUS                             | BEL                             | CAN                             | FRA                             | GER                             | ITA                             | JPN                             | NLD                             | SWI                             | UK                              | USA                             | Vendite | Certificazioni |
| ----------------------------------------------------------------------------------------------- | --- | ------------------------------- | ------------------------------- | ------------------------------- | ------------------------------- | ------------------------------- | ------------------------------- | ------------------------------- | ------------------------------- | ------------------------------- | ------------------------------- | ------------------------------- | --- | --- |
| 1990                                                                                            | Unison - Pubblicazione: 2 aprile 1990 - Etichetta: Columbia, Epic - Lingua: inglese - Formato: CD, LP, MC                                          | 15                              | 15                              | 56                              | —                               | —                               | —                               | —                               | —                               | —                               | 55                              | 74                              | - USA: 1.227.000 - Mondo: 3.000.000 | - Canada: 7X Platino - Francia: Oro - Regno Unito: Oro - USA: Platino |
| 1991                                                                                            | Dion chante Plamondon (Des mots qui sonnent) - Pubblicazione: 4 novembre 1991 - Etichetta: Columbia, Epic - Lingua: francese - Formato: CD, LP, MC | —                               | 17                              | 57                              | 4                               | —                               | —                               | —                               | —                               | —                               | —                               | —                               | - Canada: 200.000 - Francia: 660.000 - USA: 275.000 - Mondo: 2.000.000 | - Canada: 2x Platino - Francia: 2x Platino |
| 1992                                                                                            | Céline Dion - Pubblicazione: 30 marzo 1992 - Etichetta: Columbia, Epic - Lingua: inglese - Formato: CD, LP, MC, MD                                 | 15                              | —                               | 3                               | —                               | —                               | —                               | 59                              | —                               | —                               | 70                              | 34                              | - Australia: 35.000 - Giappone: 100.000 - Regno Unito: 100.000 - USA: 2.400.000 - Mondo: 5.000.000                                                                         | - Australia: Oro - Canada: Diamante - Giappone: Oro - Regno Unito: Oro - USA: 2x Platino |
| 1993                                                                                            | The Colour of My Love - Pubblicazione: 9 novembre 1993 - Etichetta: Columbia, Epic - Lingua: inglese - Formato: CD, LP, MC, MD                     | 1                               | 1                               | 1                               | 7                               | 16                              | 11                              | 7                               | 2                               | 9                               | 1                               | 4                               | - Canada: 1.500.000 - Francia: 352.600 - Giappone: 1.013.450 - Regno Unito: 1.816.915 - USA: 4.600.000 - Mondo: 20.000.000                                                 | - Australia: 8× Platino - Belgio: 2× Platino - Canada: Diamante - Francia: Platino - Germania: Oro - Giappone: 3× Platino - Olanda: 3× Platino - Regno Unito: 5× Platino - Svizzera: Platino - USA: 6× Platino - Europa: 4× Platino |
| 1995                                                                                            | D'eux (The French Album) - Pubblicazione: 30 marzo 1995 - Etichetta: Columbia, Epic - Lingua: francese - Formato: CD, MC                           | —                               | 1                               | 29                              | 1                               | 69                              | —                               | 50                              | 1                               | 1                               | 7                               | —                               | - Belgio: 300.000 - Canada: 700.000 - Francia: 4.500.000 - Olanda: 100.000 - Regno Unito: 250.000 - Svizzera: 200.000 - USA: 300.000 - Europa: 800.000 - Mondo. 10.000.000 | - Belgio: 6x Platino - Canada: 7x Platino - Francia: Diamante - Olanda: Platino - Polonia: Platino - Regno Unito: Oro - Svizzera: 4x Platino - Europa: 8x Platino |
| 1996                                                                                            | Falling into You - Pubblicazione: 12 marzo 1996 - Etichetta: Columbia, Epic - Lingua: inglese - Formato: CD, LP, MC                                | 1                               | 1                               | 1                               | 1                               | 5                               | 4                               | 6                               | 1                               | 1                               | 1                               | 1                               | - Australia: 1.000,000 - Francia: 1.172.500 - USA: 10.812.000 - Mondo: 32.000.000                                                                                          | - Australia: 13x Platino - Belgio: 4× Platino - Canada: Diamante - Danimarca: 8x Platino - Francia: Diamante - Germania: 5× Oro - Giappone: 4x Platino - Nuova Zelanda: 12x Platino - Olanda: 6× Platino - Regno Unito: 7× Platino - Svizzera: 3× Platino - USA: 11× Platino - Europa: 9× Platino                                          |
| 1997                                                                                            | Let's Talk About Love - Pubblicazione: 18 novembre 1998 - Etichetta: Columbia, Epic - Lingua: inglese - Formato: CD, MC                            | 1                               | 1                               | 1                               | 1                               | 1                               | 1                               | 5                               | 1                               | 1                               | 1                               | 1                               | - Australia: 420.000 - Canada: 1.700.000 - Regno Unito: 1.984.152 - USA: 9.601.000 - Latin America: 2.000.000 - Mondo: 31.000.000                                          | - Australia: 6× Platino - Belgio: 4× Platino - Canada: Diamante - Francia: Diamante - Germania: 3× Platino - Giappone: Million - Norvegia: 4× Platino - Nuova Zelanda: 9× Platino - Olanda: 5× Platino - Regno Unito: 6× Platino - Spagna: 4× Platino - Svezia: 3× Platino - Svizzera: 6× Platino - USA: 10× Platino - Europa: 10× Platino |
| 1998                                                                                            | S'il suffisait d'aimer - Pubblicazione: 8 settembre 1998 - Etichetta: Columbia, Epic - Lingua: francese - Formato: CD, MC                          | —                               | 1                               | 1                               | 1                               | 11                              | 4                               | 37                              | 33                              | 1                               | 17                              | —                               | - Canada: 500.000 - Germania: 120.000 - Giappone: 41.000 - Regno Unito: 100.000 - USA: 112.000 - Mondo: 4.000.000                                                          | - Austria: Oro - Belgio: Platino - Canada: 4× Platino - Francia: Diamante - Olanda: Oro - Polonia. Oro - Regno Unito: Oro - Svizzera: 2× Platino - Europa: 2× Platino |
| 1998                                                                                            | These Are Special Times - Pubblicazione: 3 novembre 1998 - Etichetta: Columbia, Epic - Lingua: inglese - Formato: CD, MC, MD                       | 6                               | 1                               | 12                              | 23                              | 3                               | 7                               | 4                               | 3                               | 1                               | 20                              | 2                               | - Finlandia: 44,678 - Giappone: 500.000 - Regno Unito: 300.000 - USA: 5.440.000 - Mondo: 12.000.000                                                                        | - Australia: Platino - Canada: Diamante - Belgio: Platino - Germania: Oro - Giappone: 2× Platino - Norvegia: 2× Platino - Nuova Zelanda: 2× Platino - Olanda: Oro - Regno Unito: Platino - Svezia: Platino - Svizzera: 2× Platino - USA: 5× Platino - Europa: Platino                                                                      |
| "—" denota che la traccia non è stata presente in classifica, oppure non è uscita in quel paese | |                                 |                                 |                                 |                                 |                                 |                                 |                                 |                                 |                                 |                                 |                                 | | |

### Anni 2000
| Anno                                                                                            | Titolo e dettagli dell'album | Posizioni massime in classifica | Posizioni massime in classifica | Posizioni massime in classifica | Posizioni massime in classifica | Posizioni massime in classifica | Posizioni massime in classifica | Posizioni massime in classifica | Posizioni massime in classifica | Posizioni massime in classifica | Posizioni massime in classifica | Posizioni massime in classifica | Vendite                                                                       | Certificazioni |
| Anno                                                                                            | Titolo e dettagli dell'album | AUS                             | BEL                             | CAN                             | FRA                             | GER                             | ITA                             | JPN                             | NLD                             | SWI                             | UK                              | USA                             | Vendite                                                                       | Certificazioni |
| ----------------------------------------------------------------------------------------------- | --- | ------------------------------- | ------------------------------- | ------------------------------- | ------------------------------- | ------------------------------- | ------------------------------- | ------------------------------- | ------------------------------- | ------------------------------- | ------------------------------- | ------------------------------- | ----------------------------------------------------------------------------- | --- |
| 2002                                                                                            | A New Day Has Come - Pubblicazione: 26 marzo 2002 - Etichetta: Columbia, Epic - Lingua: inglese - Formato: CD, SACD, MC, MD            | 1                               | 1                               | 1                               | 1                               | 2                               | 1                               | 15                              | 1                               | 1                               | 1                               | 1                               | - Australia: 160.000 - USA: 3.307.000 - Mondo: 12.000.000                     | - Australia: 2× Platino - Belgio: 2× Platino - Canada: 6× Platino - Francia: 3× Platino - Germania: 3× Oro - Giappone: Oro - Olanda: Platino - Regno Unito: Platino - Svizzera: 3× Platino - USA: 3× Platino - Europa: 3× Platino |
| 2003                                                                                            | One Heart - Pubblicazione: 25 marzo 2003 - Etichetta: Columbia, Epic - Lingua: inglese - Formato: CD, MC                               | 6                               | 1                               | 1                               | 1                               | 6                               | 3                               | 27                              | 3                               | 1                               | 4                               | 2                               | - Francia: 270.900 - Regno Unito: 204.075 - USA: 1.800.000 - Mondo: 5.000.000 | - Australia: Platino - Belgio: Oro - Canada: 3× Platino - Francia: Platino - Germania: Oro - Regno Unito: Oro - Svizzera: Platino - USA: 2× Platino - Europa: Platino                                                             |
| 2003                                                                                            | 1 fille & 4 types - Pubblicazione: 14 ottobre 2003 - Etichetta: Columbia, Epic - Lingua: francese - Formato: CD, CD/DVD, MC            | —                               | 1                               | 1                               | 1                               | 26                              | 52                              | —                               | 30                              | 2                               | —                               | —                               | - Canada: 100.000 - Finlandia: 16.918 - USA: 26.000                           | - Belgio: Platino - Finlandia: Oro - Svizzera: Platino |
| 2004                                                                                            | Miracle - Pubblicazione: 12 ottobre 2004 - Etichetta: Columbia, Epic - Lingua: inglese - Formato: CD, CD/DVD, MC                       | 15                              | 1                               | 1                               | 4                               | 34                              | 15                              | 168                             | 4                               | 6                               | 5                               | 4                               | - Regno Unito: 109.963 - USA: 944.000                                         | - Belgio: Oro - Francia: Oro - Regno Unito: Oro - Svizzera: Oro - USA: Platino |
| 2007                                                                                            | D'elles - Pubblicazione: 22 maggio 2007 - Etichetta: Columbia, Epic - Lingua: francese - Formato: CD, CD/DVD, digital download         | —                               | 1                               | 1                               | 1                               | 52                              | 35                              | —                               | 50                              | 3                               | —                               | —                               |                                                                               | - Belgio: Oro - Canada: 2× Platino - Francia: Platino - Russia: Oro - Svizzera: Oro |
| 2007                                                                                            | Taking Chances - Pubblicazione: 13 novembre 2007 - Etichetta: Columbia, Epic - Lingua: inglese - Formato: CD, CD/DVD, digital download | 12                              | 3                               | 1                               | 2                               | 5                               | 5                               | 6                               | 4                               | 1                               | 5                               | 3                               | - Francia: 150.000 - Regno Unito: 392.998 - USA: 1.100.000 - Mondo: 3.100.000 | - Australia: Platino - Belgio: Oro - Canada: 4× Platino - Danimarca: Platino - Francia: Oro - Giappone: Oro - Italia: Platino - Olanda: Oro - Regno Unito: Platino - Russia: Oro - Svizzera: Platino - USA: Platino               |
| "—" denota che la traccia non è stata presente in classifica, oppure non è uscita in quel paese | |                                 |                                 |                                 |                                 |                                 |                                 |                                 |                                 |                                 |                                 |                                 |                                                                               | |

### Anni 2010
| Anno                                                                                            | Titolo e dettagli dell'album | Posizioni massime in classifica | Posizioni massime in classifica | Posizioni massime in classifica | Posizioni massime in classifica | Posizioni massime in classifica | Posizioni massime in classifica | Posizioni massime in classifica | Posizioni massime in classifica | Posizioni massime in classifica | Posizioni massime in classifica | Posizioni massime in classifica | Vendite                                                                 | Certificazioni |
| Anno                                                                                            | Titolo e dettagli dell'album | AUS                             | BEL                             | CAN                             | FRA                             | GER                             | ITA                             | JPN                             | NLD                             | SWI                             | UK                              | USA                             | Vendite                                                                 | Certificazioni |
| ----------------------------------------------------------------------------------------------- | --- | ------------------------------- | ------------------------------- | ------------------------------- | ------------------------------- | ------------------------------- | ------------------------------- | ------------------------------- | ------------------------------- | ------------------------------- | ------------------------------- | ------------------------------- | ----------------------------------------------------------------------- | --- |
| 2012                                                                                            | Sans attendre - Pubblicazione: 5 novembre 2012 - Etichetta: Columbia - Lingua: francese - Formato: CD, digital download            | —                               | 1                               | 1                               | 1                               | 44                              | 20                              | —                               | 20                              | 2                               | 158                             | —                               | - Canada: 300.000 - Francia: 805.000 - Mondo: 1.500.000                 | - Belgio: Platino - Canada: 3x Platino - Francia: Diamante - Polonia: Oro - Svizzera: Oro                                                       |
| 2013                                                                                            | Loved Me Back to Life - Pubblicazione: 5 novembre 2013 - Etichetta: Columbia - Lingua: inglese - Formato: CD, LP, digital download | 9                               | 2                               | 1                               | 3                               | 9                               | 11                              | 34                              | 1                               | 3                               | 3                               | 2                               | - Regno Unito: 350.000 - USA: 300.000 - Mondo: 1.500.000                | - Belgio: Oro - Canada: 4x Platino - Francia: 2x Platino - Polonia: Oro - Regno Unito: Platino - Sudafrica: Oro - Svizzera: Oro - Ungheria: Oro |
| 2016                                                                                            | Encore un soir - Pubblicazione: 26 agosto 2016 - Etichetta: Columbia - Lingua: francese - Formato: CD, LP, digital download        | —                               | 1                               | 1                               | 1                               | 16                              | 3                               | —                               | 7                               | 1                               | 88                              | —                               | - Francia: 800.000 - Mondo: 1.500.000                                   | - Belgio: Platino - Canada: 2x Platino - Francia: Diamante - Svizzera: Platino                                                                  |
| 2019                                                                                            | Courage - Pubblicazione: 15 novembre 2019 - Etichetta: Columbia - Lingua: inglese - Formato: CD, digital download                  | 2                               | 1                               | 1                               | 2                               | 4                               | 10                              | 49                              | 10                              | 1                               | 2                               | 1                               | - Canada: 83.000 - Francia: 77.000 - Regno Unito: 60.000 - USA: 113.000 | - Canada: Platino - Francia: Oro - Regno Unito: Argento                                                                                         |
| "—" denota che la traccia non è stata presente in classifica, oppure non è uscita in quel paese | |                                 |                                 |                                 |                                 |                                 |                                 |                                 |                                 |                                 |                                 |                                 |                                                                         | |

## Album live

### Anni 80
| Anno                                                                                            | Titolo e dettagli dell'album                                                                                   | Posizioni massime in classifica | Posizioni massime in classifica | Posizioni massime in classifica | Posizioni massime in classifica | Posizioni massime in classifica | Posizioni massime in classifica | Posizioni massime in classifica | Posizioni massime in classifica | Posizioni massime in classifica | Posizioni massime in classifica | Posizioni massime in classifica | Vendite | Certificazioni |
| Anno                                                                                            | Titolo e dettagli dell'album                                                                                   | AUS                             | BEL                             | CAN                             | FRA                             | GER                             | ITA                             | JPN                             | NLD                             | SWI                             | UK                              | USA                             | Vendite | Certificazioni |
| ----------------------------------------------------------------------------------------------- | --- | ------------------------------- | ------------------------------- | ------------------------------- | ------------------------------- | ------------------------------- | ------------------------------- | ------------------------------- | ------------------------------- | ------------------------------- | ------------------------------- | ------------------------------- | ------- | -------------- |
| 1985                                                                                            | Céline Dion en concert - Pubblicazione: 20 dicembre 1985 - Etichetta: TBS - Lingua: francese - Formato: LP, MC | —                               | —                               | —                               | —                               | —                               | —                               | —                               | —                               | —                               | —                               | —                               | —       |                |
| "—" denota che la traccia non è stata presente in classifica, oppure non è uscita in quel paese | |                                 |                                 |                                 |                                 |                                 |                                 |                                 |                                 |                                 |                                 |                                 |         |                |

### Anni 90
| Anno                                                                                            | Titolo e dettagli dell'album                                                                                     | Posizioni massime in classifica | Posizioni massime in classifica | Posizioni massime in classifica | Posizioni massime in classifica | Posizioni massime in classifica | Posizioni massime in classifica | Posizioni massime in classifica | Posizioni massime in classifica | Posizioni massime in classifica | Posizioni massime in classifica | Posizioni massime in classifica | Vendite                              | Certificazioni |
| Anno                                                                                            | Titolo e dettagli dell'album                                                                                     | AUS                             | BEL                             | CAN                             | FRA                             | GER                             | ITA                             | JPN                             | NLD                             | SWI                             | UK                              | USA                             | Vendite                              | Certificazioni |
| ----------------------------------------------------------------------------------------------- | --- | ------------------------------- | ------------------------------- | ------------------------------- | ------------------------------- | ------------------------------- | ------------------------------- | ------------------------------- | ------------------------------- | ------------------------------- | ------------------------------- | ------------------------------- | ------------------------------------ | --- |
| 1994                                                                                            | À l'Olympia - Pubblicazione: 22 novembre 1994 - Etichetta: Columbia, Epic - Lingua: francese - Formato: CD, MC   | —                               | 19                              | 31                              | 10                              | —                               | —                               | —                               | —                               | —                               | —                               | —                               | - Canada: 200.000 - Francia: 394.100 | - Canada: Platino - Francia: Platino - Europa: Platino                                                               |
| 1996                                                                                            | Live à Paris - Pubblicazione: 29 ottobre 1996 - Etichetta: Columbia, Epic - Lingua: francese - Formato: CD, MC   | —                               | 1                               | 7                               | 1                               | 63                              | —                               | —                               | 9                               | 1                               | 53                              | —                               | - Canada: 208.000                    | - Belgio: Platino - Canada: 2x Platino - Francia: 2x Platino - Olanda: Oro - Svizzera: Platino - Europa: 21x Platino |
| 1999                                                                                            | Au cœur du stade - Pubblicazione: 8 luglio 1999 - Etichetta: Columbia, Epic - Lingua: francese - Formato: CD, MC | —                               | 1                               | 15                              | 1                               | 37                              | —                               | —                               | —                               | 1                               | 146                             | —                               |                                      | - Belgio: Platino - Canada: Oro - Francia: 2x Platino - Svizzera: Platino                                            |
| "—" denota che la traccia non è stata presente in classifica, oppure non è uscita in quel paese | |                                 |                                 |                                 |                                 |                                 |                                 |                                 |                                 |                                 |                                 |                                 |                                      | |

### Anni 2000
| Anno                                                                                            | Titolo e dettagli dell'album | Posizioni massime in classifica | Posizioni massime in classifica | Posizioni massime in classifica | Posizioni massime in classifica | Posizioni massime in classifica | Posizioni massime in classifica | Posizioni massime in classifica | Posizioni massime in classifica | Posizioni massime in classifica | Posizioni massime in classifica | Posizioni massime in classifica | Vendite        | Certificazioni                    |
| Anno                                                                                            | Titolo e dettagli dell'album | AUS                             | BEL                             | CAN                             | FRA                             | GER                             | ITA                             | JPN                             | NLD                             | SWI                             | UK                              | USA                             | Vendite        | Certificazioni                    |
| ----------------------------------------------------------------------------------------------- | --- | ------------------------------- | ------------------------------- | ------------------------------- | ------------------------------- | ------------------------------- | ------------------------------- | ------------------------------- | ------------------------------- | ------------------------------- | ------------------------------- | ------------------------------- | -------------- | --------------------------------- |
| 2004                                                                                            | A New Day... Live in Las Vegas - Pubblicazione:15 giugno 2004 - Etichetta: Columbia, Epic - Lingua: inglese - Formato: CD, CD/DVD | 69                              | 4                               | 2                               | 9                               | 20                              | 30                              | —                               | 12                              | 13                              | 22                              | 10                              | - USA: 530.000 | - Regno Unito: Argento - USA: Oro |
| "—" denota che la traccia non è stata presente in classifica, oppure non è uscita in quel paese | |                                 |                                 |                                 |                                 |                                 |                                 |                                 |                                 |                                 |                                 |                                 |                |                                   |

### Anni 2010
| Anno                                                                                            | Titolo e dettagli dell'album | Posizioni massime in classifica | Posizioni massime in classifica | Posizioni massime in classifica | Posizioni massime in classifica | Posizioni massime in classifica | Posizioni massime in classifica | Posizioni massime in classifica | Posizioni massime in classifica | Posizioni massime in classifica | Posizioni massime in classifica | Posizioni massime in classifica | Vendite           | Certificazioni                                                                               |
| Anno                                                                                            | Titolo e dettagli dell'album | AUS                             | BEL                             | CAN                             | FRA                             | GER                             | ITA                             | JPN                             | NLD                             | SWI                             | UK                              | USA                             | Vendite           | Certificazioni                                                                               |
| ----------------------------------------------------------------------------------------------- | --- | ------------------------------- | ------------------------------- | ------------------------------- | ------------------------------- | ------------------------------- | ------------------------------- | ------------------------------- | ------------------------------- | ------------------------------- | ------------------------------- | ------------------------------- | ----------------- | -------------------------------------------------------------------------------------------- |
| 2010                                                                                            | Taking Chances World Tour: The Concert (Tournée mondiale Taking Chances: le spectacle) - Pubblicazione: 4 maggio 2010 - Etichetta: Columbia, Epic - Lingua: inglese, francese - Formato: CD/DVD, digital download | 4                               | 3                               | 2                               | 5                               | 3                               | 29                              | 16                              | 11                              | 1                               | 11                              | 1                               | - Francia: 35.100 | - Canada: Diamante - Canada: 4x Platino - Francia: Oro - Regno Unito: Argento - USA: Platino |
| 2014                                                                                            | Céline une seule fois / Live 2013 - Pubblicazione: 16 maggio 2014 - Etichetta: Columbia - Lingua: francese - Formato: 2 CD/DVD, 2 CD/BD                                                                           | —                               | 4                               | 10                              | 2                               | 56                              | 34                              | —                               | 12                              | 11                              | —                               | —                               |                   | - Francia: Oro                                                                               |
| "—" denota che la traccia non è stata presente in classifica, oppure non è uscita in quel paese | |                                 |                                 |                                 |                                 |                                 |                                 |                                 |                                 |                                 |                                 |                                 |                   |                                                                                              |

## Raccolte

### Anni 80
| Anno                                                                                            | Titolo e dettagli dell'album                                                                                                   | Posizioni massime in classifica | Posizioni massime in classifica | Posizioni massime in classifica | Posizioni massime in classifica | Posizioni massime in classifica | Posizioni massime in classifica | Posizioni massime in classifica | Posizioni massime in classifica | Posizioni massime in classifica | Posizioni massime in classifica | Posizioni massime in classifica | Vendite | Certificazioni |
| Anno                                                                                            | Titolo e dettagli dell'album                                                                                                   | AUS                             | BEL                             | CAN                             | FRA                             | GER                             | ITA                             | JPN                             | NLD                             | SWI                             | UK                              | USA                             | Vendite | Certificazioni |
| ----------------------------------------------------------------------------------------------- | --- | ------------------------------- | ------------------------------- | ------------------------------- | ------------------------------- | ------------------------------- | ------------------------------- | ------------------------------- | ------------------------------- | ------------------------------- | ------------------------------- | ------------------------------- | ------- | -------------- |
| 1983                                                                                            | Du soleil au cœur - Pubblicazione: 20 settembre 1983 - Etichetta: Pathé Marconi, EMI - Lingua: francese - Formato: LP, MC      | —                               | —                               | —                               | —                               | —                               | —                               | —                               | —                               | —                               | —                               | —                               | —       |                |
| 1984                                                                                            | Les plus grands succès de Céline Dion - Pubblicazione: 14 settembre 1984 - Etichetta: TBS - Lingua: francese - Formato: LP, MC | —                               | —                               | —                               | —                               | —                               | —                               | —                               | —                               | —                               | —                               | —                               | —       |                |
| 1984                                                                                            | Les oiseaux du bonheur - Pubblicazione: 1984 - Etichetta: Pathé Marconi,EMI - Lingua: francese - Formato: LP, MC               | —                               | —                               | —                               | —                               | —                               | —                               | —                               | —                               | —                               | —                               | —                               | —       |                |
| 1986                                                                                            | Les chansons en or - Pubblicazione: 22 aprile 1986 - Etichetta: Pathé Marconi,EMI - Lingua: francese - Formato: LP, MC         | —                               | —                               | —                               | —                               | —                               | —                               | —                               | —                               | —                               | —                               | —                               | —       |                |
| 1988                                                                                            | The Best of Céline Dion (Vivre) - Pubblicazione: giugno 1988 - Etichetta: Carrere,Mega - Lingua: francese - Formato: LP, MC    | —                               | —                               | —                               | —                               | —                               | —                               | —                               | —                               | —                               | —                               | —                               | —       |                |
| "—" denota che la traccia non è stata presente in classifica, oppure non è uscita in quel paese | |                                 |                                 |                                 |                                 |                                 |                                 |                                 |                                 |                                 |                                 |                                 |         |                |

### Anni 90
| Anno                                                                                            | Titolo e dettagli dell'album | Posizioni massime in classifica | Posizioni massime in classifica | Posizioni massime in classifica | Posizioni massime in classifica | Posizioni massime in classifica | Posizioni massime in classifica | Posizioni massime in classifica | Posizioni massime in classifica | Posizioni massime in classifica | Posizioni massime in classifica | Posizioni massime in classifica | Vendite                                                                          | Certificazioni |
| Anno                                                                                            | Titolo e dettagli dell'album | AUS                             | BEL                             | CAN                             | FRA                             | GER                             | ITA                             | JPN                             | NLD                             | SWI                             | UK                              | USA                             | Vendite                                                                          | Certificazioni |
| ----------------------------------------------------------------------------------------------- | --- | ------------------------------- | ------------------------------- | ------------------------------- | ------------------------------- | ------------------------------- | ------------------------------- | ------------------------------- | ------------------------------- | ------------------------------- | ------------------------------- | ------------------------------- | -------------------------------------------------------------------------------- | --- |
| 1994                                                                                            | Les premières années - Pubblicazione: 10 gennaio 1994 - Etichetta: Versailles - Lingua: francese - Formato: CD                                                              | —                               | 12                              | —                               | —                               | —                               | —                               | —                               | —                               | —                               | —                               | —                               |                                                                                  | - Francia: Oro |
| 1995                                                                                            | Gold Vol. 1 (Les premières chansons vol. 1) - Pubblicazione: 2 ottobre 1995 - Etichetta: BR Music, Budde Music, D-Sharp, Empire Music, MVM - Lingua: francese - Formato: CD | —                               | 32                              | —                               | 30                              | —                               | —                               | 64                              | —                               | —                               | 135                             | —                               | - Francia: 385.400                                                               | - Francia: 2x Oro |
| 1995                                                                                            | Gold Vol. 2 (Les premières chansons vol. 2) - Pubblicazione: 2 ottobre 1995 - Etichetta: Versailles - Lingua: francese - Formato: CD                                        | —                               | 51                              | —                               | —                               | —                               | —                               | —                               | —                               | —                               | —                               | —                               |                                                                                  | - Francia: Oro |
| 1997                                                                                            | C'est pour vivre - Pubblicazione: 3 febbraio 1997 - Etichetta: Leader Music, Music Club International - Lingua: francese - Formato: CD                                      | —                               | 32                              | —                               | —                               | —                               | —                               | —                               | —                               | —                               | 49                              | —                               |                                                                                  | |
| 1997                                                                                            | The Collection 1982–1988 - Pubblicazione: 4 luglio 1997 - Etichetta: Arcade, BR Music, Divucsa - Lingua: francese - Formato: CD                                             | —                               | 20                              | —                               | —                               | —                               | —                               | —                               | 37                              | —                               | —                               | —                               |                                                                                  | |
| 1999                                                                                            | All the Way... A Decade of Song - Pubblicazione: 16 novembre 1999 - Etichetta: Columbia, Epic - Lingua: francese - Formato: CD                                              | 1                               | 1                               | 1                               | 1                               | 1                               | 4                               | 1                               | 1                               | 1                               | 1                               | 1                               | - Francia: 775.600 - Regno Unito: 1.318.223 - USA: 8.100.000 - Mondo: 17.000.000 | - Australia: 3× Platino - Belgio: 3× Platino - Canada: Diamante - Francia: 2× Platino - Germania: 7× Gold - Giappone: 2× Million - Nuova Zelanda: 5x Platino - Regno Unito: 4× Platino - Svizzera: 3× Platino - USA: 7× Platino - Europa: 5× Platino |
| "—" denota che la traccia non è stata presente in classifica, oppure non è uscita in quel paese | |                                 |                                 |                                 |                                 |                                 |                                 |                                 |                                 |                                 |                                 |                                 |                                                                                  | |

### Anni 2000
| Anno                                                                                            | Titolo e dettagli dell'album | Posizioni massime in classifica | Posizioni massime in classifica | Posizioni massime in classifica | Posizioni massime in classifica | Posizioni massime in classifica | Posizioni massime in classifica | Posizioni massime in classifica | Posizioni massime in classifica | Posizioni massime in classifica | Posizioni massime in classifica | Posizioni massime in classifica | Vendite                               | Certificazioni |
| Anno                                                                                            | Titolo e dettagli dell'album | AUS                             | BEL                             | CAN                             | FRA                             | GER                             | ITA                             | JPN                             | NLD                             | SWI                             | UK                              | USA                             | Vendite                               | Certificazioni |
| ----------------------------------------------------------------------------------------------- | --- | ------------------------------- | ------------------------------- | ------------------------------- | ------------------------------- | ------------------------------- | ------------------------------- | ------------------------------- | ------------------------------- | ------------------------------- | ------------------------------- | ------------------------------- | ------------------------------------- | --- |
| 2000                                                                                            | The Early Singles - Pubblicazione: 21 febbraio 2000 - Etichetta: BR Music - Lingua: francese - Formato: CD                                                                            | —                               | —                               | —                               | —                               | —                               | —                               | —                               | —                               | —                               | —                               | —                               |                                       | |
| 2000                                                                                            | The Collector's Series, Volume One (Tout en amour) - Pubblicazione: 4 ottobre 2000 - Etichetta: Columbia, Epic - Lingua: inglese - Formato: CD, MC                                    | 51                              | 33                              | 4                               | 1                               | 28                              | 35                              | 13                              | 15                              | 12                              | 30                              | 28                              | - USA: 914.000 - Mondo: 3.000.000     | - Francia: Oro - Germania: Oro - Giappone: Oro - Nuova Zelanda: Oro - Olanda: Oro - Regno Unito: Argento - Svizzera: Oro - Ungheria: Oro - USA: Oro                           |
| 2005                                                                                            | On ne change pas (Best Of – 3 CD) - Pubblicazione: 4 ottobre 2005 - Etichetta: Columbia, Epic - Lingua: francese - Formato: CD, CD/DVD, digital download                              | —                               | 1                               | 2                               | 1                               | 72                              | 54                              | —                               | 59                              | 2                               | —                               | —                               |                                       | - Belgio: Platino - Canada: 3× Platino - Francia: 3× Platino - Svizzera: Oro                                                                                                  |
| 2008                                                                                            | Complete Best (Ultimate Box) - Pubblicazione: 27 febbraio 2008 - Etichetta: Sony Music Entertainment Japan - Lingua: inglese - Formato: CD, CD/DVD, digital download                  | —                               | —                               | —                               | —                               | —                               | —                               | 3                               | —                               | —                               | —                               | —                               | - Giappone: 173.100                   | - Giappone: Oro |
| 2008                                                                                            | My Love: Essential Collection (My Love: Ultimate Essential Collection) - Pubblicazione: 28 ottobre 2008 - Etichetta: Columbia, Epic - Lingua: inglese - Formato: CD, digital download | 24                              | 1                               | 2                               | 1                               | 24                              | 21                              | —                               | 1                               | 9                               | 5                               | 8                               | - Regno Unito: 931.707 - USA: 543.667 | - Belgio: Platino - Canada: 2× Platino - Finlandia: Oro - Irlanda: 2× Platino - Messico: Oro - Nuova Zelanda: Oro - Olanda: Platino - Regno Unito: 3× Platino - Ungheria: Oro |
| "—" denota che la traccia non è stata presente in classifica, oppure non è uscita in quel paese | |                                 |                                 |                                 |                                 |                                 |                                 |                                 |                                 |                                 |                                 |                                 |                                       | |

### Anni 2010
| Anno                                                                                            | Titolo e dettagli dell'album | Posizioni massime in classifica | Posizioni massime in classifica | Posizioni massime in classifica | Posizioni massime in classifica | Posizioni massime in classifica | Posizioni massime in classifica | Posizioni massime in classifica | Posizioni massime in classifica | Posizioni massime in classifica | Posizioni massime in classifica | Posizioni massime in classifica | Vendite           | Certificazioni |
| Anno                                                                                            | Titolo e dettagli dell'album | AUS                             | BEL                             | CAN                             | FRA                             | GER                             | ITA                             | JPN                             | NLD                             | SWI                             | UK                              | USA                             | Vendite           | Certificazioni |
| ----------------------------------------------------------------------------------------------- | --- | ------------------------------- | ------------------------------- | ------------------------------- | ------------------------------- | ------------------------------- | ------------------------------- | ------------------------------- | ------------------------------- | ------------------------------- | ------------------------------- | ------------------------------- | ----------------- | -------------- |
| 2012                                                                                            | The Best of Celine Dion & David Foster - Pubblicazione: 19 ottobre 2012 - Etichetta: Sony Music Entertainment - Lingua: inglese - Formato:CD, digital download            | —                               | —                               | —                               | —                               | —                               | —                               | —                               | —                               | —                               | —                               | —                               |                   |                |
| 2017                                                                                            | Un peu de nous - Pubblicazione: 21 luglio 2017 - Etichetta: Columbia - Lingua: francese - Formato: 3 CD                                                                   | —                               | 6                               | —                               | 1                               | —                               | —                               | —                               | —                               | —                               | —                               | —                               | - Francia: 80.082 | - Francia: Oro |
| 2018                                                                                            | The Best So Far... 2018 Tour Edition - Pubblicazione: 30 maggio 2018 - Etichetta: Somy Music Entertainment - Lingua: inglese - Formato: Blu-spec CD, CD, digital download | 4                               | —                               | —                               | —                               | —                               | —                               | 24                              | —                               | —                               | —                               | —                               |                   |                |
| "—" denota che la traccia non è stata presente in classifica, oppure non è uscita in quel paese | |                                 |                                 |                                 |                                 |                                 |                                 |                                 |                                 |                                 |                                 |                                 |                   |                |

## Box-set

### Anni 90
| Anno                                                                                            | Titolo e dettagli dell'album | Posizioni massime in classifica | Posizioni massime in classifica | Posizioni massime in classifica | Posizioni massime in classifica | Posizioni massime in classifica | Posizioni massime in classifica | Posizioni massime in classifica | Posizioni massime in classifica | Posizioni massime in classifica | Posizioni massime in classifica | Posizioni massime in classifica | Vendite | Certificazioni |
| Anno                                                                                            | Titolo e dettagli dell'album | AUS                             | BEL                             | CAN                             | FRA                             | GER                             | ITA                             | JPN                             | NLD                             | SWI                             | UK                              | USA                             | Vendite | Certificazioni |
| ----------------------------------------------------------------------------------------------- | --- | ------------------------------- | ------------------------------- | ------------------------------- | ------------------------------- | ------------------------------- | ------------------------------- | ------------------------------- | ------------------------------- | ------------------------------- | ------------------------------- | ------------------------------- | ------- | -------------- |
| 1996                                                                                            | Céline Dion/Unison - Pubblicazione: 12 febbraio 1996 - Etichetta: Columbia, Epic Records - Lingua: inglese - Formato: 2 CD                              | —                               | —                               | —                               | —                               | —                               | —                               | —                               | —                               | —                               | —                               | —                               |         |                |
| 1996                                                                                            | Gold Vol. 1/Unison/Gold Vol. 2 - Pubblicazione: 4 novembre 1996 - Etichetta: Versailles - Lingua: francese, inglese - Formato: 3 CD                     | —                               | —                               | —                               | —                               | —                               | —                               | —                               | —                               | —                               | —                               | —                               |         |                |
| 1998                                                                                            | Les premières chansons vol. 1/Les premières chansons vol. 2 - Pubblicazione: 19 ottobre 1998 - Etichetta: Versailles - Lingua: francese - Formato: 2 CD | —                               | —                               | —                               | —                               | —                               | —                               | —                               | —                               | —                               | —                               | —                               |         |                |
| "—" denota che la traccia non è stata presente in classifica, oppure non è uscita in quel paese | |                                 |                                 |                                 |                                 |                                 |                                 |                                 |                                 |                                 |                                 |                                 |         |                |

### Anni 2000
| Anno                                                                                            | Titolo e dettagli dell'album | Posizioni massime in classifica | Posizioni massime in classifica | Posizioni massime in classifica | Posizioni massime in classifica | Posizioni massime in classifica | Posizioni massime in classifica | Posizioni massime in classifica | Posizioni massime in classifica | Posizioni massime in classifica | Posizioni massime in classifica | Posizioni massime in classifica | Vendite | Certificazioni |
| Anno                                                                                            | Titolo e dettagli dell'album | AUS                             | BEL                             | CAN                             | FRA                             | GER                             | ITA                             | JPN                             | NLD                             | SWI                             | UK                              | USA                             | Vendite | Certificazioni |
| ----------------------------------------------------------------------------------------------- | --- | ------------------------------- | ------------------------------- | ------------------------------- | ------------------------------- | ------------------------------- | ------------------------------- | ------------------------------- | ------------------------------- | ------------------------------- | ------------------------------- | ------------------------------- | ------- | -------------- |
| 2000                                                                                            | Des mots qui sonnent/Céline Dion/À l'Olympia - Pubblicazione: 23 ottobre 2000 - Etichetta: Columbia - Lingua: francese, inglese - Formato: 3 CD                          | —                               | —                               | —                               | —                               | —                               | —                               | —                               | —                               | —                               | —                               | —                               |         |                |
| 2002                                                                                            | Unison/Céline Dion/The Colour of My Love - Pubblicazione: 26 marzo 2002 - Etichetta: Columbia, Epic Records - Lingua: inglese - Formato: 3 CD                            | —                               | —                               | —                               | —                               | —                               | —                               | —                               | —                               | —                               | —                               | —                               |         |                |
| 2003                                                                                            | S'il suffisait d'aimer/D'eux - Pubblicazione: 19 maggio 2003 - Etichetta: Columbia - Lingua: francese - Formato: 2 CD                                                    | —                               | —                               | —                               | —                               | —                               | —                               | —                               | —                               | —                               | —                               | —                               |         |                |
| 2003                                                                                            | À l'Olympia/Au cœur du stade - Pubblicazione: 15 settembre 2003 - Etichetta: Columbia - Lingua: francese - Formato: 2 CD                                                 | —                               | —                               | —                               | —                               | —                               | —                               | —                               | —                               | —                               | —                               | —                               |         |                |
| 2003                                                                                            | All the Way... A Decade of Song & Video/All the Way... A Decade of Song - Pubblicazione: 19 settembre 2003 - Etichetta: Epic Records - Lingua: inglese - Formato: DVD/CD | —                               | —                               | —                               | —                               | —                               | —                               | —                               | —                               | —                               | —                               | —                               |         |                |
| 2006                                                                                            | 1 fille & 4 types/D'eux/S'il suffisait d'aimer - Pubblicazione: 15 settembre 2006 - Etichetta: Columbia - Lingua: francese - Formato: 3 CD                               | —                               | —                               | —                               | —                               | —                               | —                               | —                               | —                               | —                               | —                               | —                               |         |                |
| 2007                                                                                            | Let's Talk About Love / Falling into You / A New Day Has Come - Pubblicazione: 29 ottobre 2007 - Etichetta: Columbia, Epic Records - Lingua: inglese - Formato: 3 CD     | —                               | —                               | 97                              | —                               | —                               | —                               | —                               | —                               | —                               | 106                             | —                               |         |                |
| 2008                                                                                            | Let's Talk About Love/Céline Dion - Pubblicazione: 26 febbraio 2008 - Etichetta: Columbia - Lingua: inglese - Formato: 2 CD                                              | —                               | —                               | —                               | —                               | —                               | —                               | —                               | —                               | —                               | —                               | —                               |         |                |
| 2008                                                                                            | Ultimate Box - Pubblicazione: 27 febbraio 2008 - Etichetta: Columbia, Epic Records - Lingua: inglese - Formato: 2 CD/3 DVD                                               | —                               | —                               | —                               | —                               | —                               | —                               | 109                             | —                               | —                               | —                               | —                               |         |                |
| 2008                                                                                            | Céline Dion/S'il suffisait d'aimer - Pubblicazione: 5 settembre 2008 - Etichetta: Columbia - Lingua: francese, inglese - Formato: 2 CD                                   | —                               | —                               | —                               | —                               | —                               | —                               | —                               | —                               | —                               | —                               | —                               |         |                |
| 2008                                                                                            | The Colour of My Love / The Colour of My Love Concert - Pubblicazione: 12 settembre 2008 - Etichetta: Columbia - Lingua: inglese - Formato: CD/DVD                       | —                               | —                               | —                               | —                               | —                               | —                               | —                               | —                               | —                               | —                               | —                               |         |                |
| 2009                                                                                            | Let's Talk About Love / A New Day Has Come - Pubblicazione: 24 dicembre 2009 - Etichetta: Sony Music - Lingua: inglese - Formato 2 CD                                    | —                               | —                               | —                               | —                               | —                               | —                               | —                               | —                               | —                               | —                               | —                               |         |                |
| "—" denota che la traccia non è stata presente in classifica, oppure non è uscita in quel paese | |                                 |                                 |                                 |                                 |                                 |                                 |                                 |                                 |                                 |                                 |                                 |         |                |

### Anni 2010
| Anno                                                                                            | Titolo e dettagli dell'album | Posizioni massime in classifica | Posizioni massime in classifica | Posizioni massime in classifica | Posizioni massime in classifica | Posizioni massime in classifica | Posizioni massime in classifica | Posizioni massime in classifica | Posizioni massime in classifica | Posizioni massime in classifica | Posizioni massime in classifica | Posizioni massime in classifica | Vendite | Certificazioni |
| Anno                                                                                            | Titolo e dettagli dell'album | AUS                             | BEL                             | CAN                             | FRA                             | GER                             | ITA                             | JPN                             | NLD                             | SWI                             | UK                              | USA                             | Vendite | Certificazioni |
| ----------------------------------------------------------------------------------------------- | --- | ------------------------------- | ------------------------------- | ------------------------------- | ------------------------------- | ------------------------------- | ------------------------------- | ------------------------------- | ------------------------------- | ------------------------------- | ------------------------------- | ------------------------------- | ------- | -------------- |
| 2010                                                                                            | D'elles/D'eux - Pubblicazione: 13 settembre 2010 - Etichetta: Columbia - Lingua: francese - Formato: 2 CD                                                                                                  | —                               | —                               | —                               | 111                             | —                               | —                               | —                               | —                               | —                               | —                               | —                               |         |                |
| 2012                                                                                            | Unison/Céline Dion/The Colour of My Love/D'eux/One Heart - Pubblicazione: 9 gennaio 2012 - Etichetta: Columbia - Lingua: francese, inglese - Formato: 5 CD                                                 | —                               | —                               | —                               | —                               | —                               | —                               | —                               | —                               | —                               | —                               | —                               |         |                |
| 2012                                                                                            | Unison/Falling into You/Let's Talk About Love - Pubblicazione: 2 ottobre 2012 - Etichetta: Columbia - Lingua: inglese - Formato: 3 CD                                                                      | —                               | —                               | —                               | —                               | —                               | —                               | —                               | —                               | —                               | —                               | —                               |         |                |
| 2013                                                                                            | La collection: Des mots qui sonnent/D'eux/S'il suffisait d'aimer/Au cœur du stade/1 fille & 4 types/D'elles - Pubblicazione: 18 novembre 2013 - Etichetta: Columbia - Lingua: francese - Formato: 5 CD/DVD | —                               | —                               | —                               | 126                             | —                               | —                               | —                               | —                               | —                               | —                               | —                               |         |                |
| 2014                                                                                            | 1 fille & 4 types/Sans attendre - Pubblicazione: 18 agosto 2014 - Etichetta: Sony Music - Lingua: francese - Formato: 2 CD                                                                                 | —                               | —                               | —                               | 76                              | —                               | —                               | —                               | —                               | —                               | —                               | —                               |         |                |
| 2016                                                                                            | Céline Dion Collection - Pubblicazione: 3 giugno 2016 - Etichetta: Columbia - Lingua: francese, inglese - Formato: 10 CD                                                                                   | —                               | —                               | —                               | 123                             | —                               | —                               | —                               | —                               | —                               | —                               | —                               |         |                |
| 2016                                                                                            | On ne change pas/My Love: Essential Collection - Pubblicazione: 12 agosto 2016 - Etichetta: Columbia - Lingua: francese, inglese - Formato: 2 CD                                                           | —                               | —                               | —                               | 80                              | —                               | —                               | —                               | —                               | —                               | —                               | —                               |         |                |
| 2016                                                                                            | S'il suffisait d'aimer/Live à Paris - Pubblicazione: 12 agosto 2016 - Etichetta: Columbia - Lingua: francese - Formato: 2 CD                                                                               | —                               | —                               | —                               | 128                             | —                               | —                               | —                               | —                               | —                               | —                               | —                               |         |                |
| 2016                                                                                            | Loved Me Back to Life/A New Day Has Come - Pubblicazione: 12 agosto 2016 - Etichetta: Columbia - Lingua: inglese - Formato: 2 CD                                                                           | —                               | —                               | —                               | 152                             | —                               | —                               | —                               | —                               | —                               | —                               | —                               |         |                |
| 2018                                                                                            | Encore un soir/Sans attendre - Pubblicazione: 17 agosto 2018 - Etichetta: Columbia - Lingua: francese - Formato: 2 CD                                                                                      | —                               | —                               | —                               | 79                              | —                               | —                               | —                               | —                               | —                               | —                               | —                               |         |                |
| "—" denota che la traccia non è stata presente in classifica, oppure non è uscita in quel paese | |                                 |                                 |                                 |                                 |                                 |                                 |                                 |                                 |                                 |                                 |                                 |         |                |

## Videografia

### VHS e DVD pubblicati sul mercato internazionale
| VHS e DVD                                                                                         |
| ------------------------------------------------------------------------------------------------- |
| Unison - Released: 2 luglio 1991 - Antologia Video - VHS                                          |
| The Colour of My Love Concert - Released: 19 ottobre 1995 - Concerto - VHS, DVD                   |
| Live à Paris - Released: 11 novembre 1996 - Concerto - VHS, DVD                                   |
| Live in Memphis - Released: 20 novembre 1998 - Concerto - VHS                                     |
| Au cœur du stade - Released: 30 agosto 1999 - Concerto - VHS, DVD                                 |
| All the Way... A Decade of Song & Video - Released: 20 febbraio 2001 - Antologia Video - VHS, DVD |
| On ne change pas - Released: 21 novembre 2005 - Antologia Video - DVD                             |
| Live in Las Vegas - A New Day... - Released: 7 dicembre 2007 - Concerto - 2DVD                    |
| Céline sur les Plaines - Released: 11 novembre 2008 - Concerto - DVD                              |
| Taking Chances World Tour: The Concert - Released: 29 aprile 2010 - Concerto - DVD                |
| Tournée Mondiale Taking Chances: Le Spectacle - Released: 29 aprile 2010 - Concerto - DVD         |

### Video musicali
| Anno | Titolo                                             | Album                               | Regia               |
| ---- | -------------------------------------------------- | ----------------------------------- | ------------------- |
| 1985 | "Listen to the magic man"                          | Operation Beurre Du Pinottes        |                     |
| 1986 | "Fais ce que tu voudras"                           | Les chansons en or                  | François Girard     |
| 1987 | "Incognito"                                        | Incognito                           | Jacques Payette     |
| 1987 | "Lolita (trop jeune pour aimer)"                   | Incognito                           | Jacques Payette     |
| 1987 | "Délivre moi"                                      | Incognito                           | Jacques Payette     |
| 1990 | "(If There Was) Any Other Way"                     | Unison                              | Dominic Orlando     |
| 1990 | "Where does my heart beat now"                     | Unison                              | Dominic Orlando     |
| 1991 | "The Last to Know"                                 | Unison                              | Dominic Orlando     |
| 1991 | "Unison"                                           | Unison                              |                     |
| 1991 | "Des mots qui sonnent"                             | Dion chante Plamondon               | Alain Desrochers    |
| 1991 | "Beauty and the Beast"                             | Céline Dion                         | Dominic Orlando     |
| 1992 | "If You Asked Me To"                               | Céline Dion                         | Dominic Orlando     |
| 1992 | "Je danse dans ma tête"                            | Dion chante Plamondon               | Alain Desrochers    |
| 1992 | "Love Can Move Mountains"                          | Céline Dion                         | Jeb Brian           |
| 1993 | "Un garçon pas comme les autres (Ziggy)"           | Dion chante Plamondon               | Lewis Furey         |
| 1993 | "When I Fall in Love"                              | The Colour of My Love               | Dominic Orlando     |
| 1993 | "The Power of Love"                                | The Colour of My Love               | Randee St. Nicholas |
| 1994 | "L'amour existe encore"                            | Dion chante Plamondon               | Alain Desrochers    |
| 1994 | "Misled"                                           | The Colour of My Love               | Randee St. Nicholas |
| 1995 | "Only One Road"                                    | The Colour of My Love               | Greg Masuak         |
| 1995 | "Pour que tu m'aimes encore"                       | D'eux                               | Michel Meyer        |
| 1995 | "Je sais pas"                                      | D'eux                               | Greg Masuak         |
| 1995 | "Next Plane Out"                                   | The Colour of My Love               | Greg Masuak         |
| 1996 | "Falling into You"                                 | Falling into You                    | Nigel Dick          |
| 1996 | "Because You Loved Me"                             | Falling into You                    | Kevin Bray          |
| 1996 | "It's All Coming Back to Me Now"                   | Falling into You                    | Nigel Dick          |
| 1996 | "Les derniers seront les premiers"                 | Live à Paris                        | Gérard Pullicino    |
| 1997 | "Je sais pas (live)"                               | Live à Paris                        | Gérard Pullicino    |
| 1997 | "Call the Man"                                     | Falling into You                    | Greg Masuak         |
| 1997 | "J'attendais"                                      | Live à Paris                        | Gérard Pullicino    |
| 1997 | "Tell Him"                                         | Let's Talk About Love               | Scott Floyd Lochmus |
| 1997 | "The Reason"                                       | Let's Talk About Love               | Scott Floyd Lochmus |
| 1997 | "My Heart Will Go On"                              | Let's Talk About Love               | Bille Woodruff      |
| 1998 | "Immortality" (studio version)                     | Let's Talk About Love               | Scott Floyd Lochmus |
| 1998 | "Immortality"                                      | Let's Talk About Love               | Randee St. Nicholas |
| 1998 | "Zora sourit"                                      | S'il suffisait d'aimer              | Yannick Saillet     |
| 1998 | "I'm Your Angel"                                   | These Are Special Times             | Bille Woodruff      |
| 1999 | "S'il suffisait d'aimer"                           | S'il suffisait d'aimer              | Yannick Saillet     |
| 1999 | "On ne change pas"                                 | S'il suffisait d'aimer              | Gilbert Namiand     |
| 1999 | "Treat Her Like a Lady"                            | Let's Talk About Love               | Gérard Pullicino    |
| 1999 | "Dans un autre monde"                              | Au cœur du stade                    | Gérard Pullicino    |
| 1999 | "That's the Way It Is"                             | All the Way... A Decade of Song     | Liz Friedlander     |
| 1999 | "Then You Look at Me"                              | All the Way... A Decade of Song     | Bille Woodruff      |
| 2000 | "Live (for the One I Love)"                        | All the Way... A Decade of Song     | Bille Woodruff      |
| 2000 | "I Want You to Need Me" (unreleased)               | All the Way... A Decade of Song     | Paul Hunter         |
| 2000 | "The First Time Ever I Saw Your Face"              | All the Way... A Decade of Song     | Bud Schaetzle       |
| 2000 | "I Want You to Need Me"                            | All the Way... A Decade of Song     | Liz Friedlander     |
| 2000 | "If Walls Could Talk"                              | All the Way... A Decade of Song     | Liz Friedlander     |
| 2001 | "Sous le vent"                                     | On ne change pas                    | Istan Rozumny       |
| 2002 | "A New Day Has Come"                               | A New Day Has Come                  | Dave Meyers         |
| 2002 | "I'm Alive"                                        | A New Day Has Come                  | Dave Meyers         |
| 2002 | "Goodbye's (The Saddest Word)"                     | A New Day Has Come                  | Chris Applebaum     |
| 2003 | "I Drove All Night"                                | One Heart                           | Peter Arnell        |
| 2003 | "Have You Ever Been in Love"                       | One Heart                           | Antti Jokinen       |
| 2003 | "One Heart"                                        | One Heart                           | Antti Jokinen       |
| 2003 | "Tout l'or des hommes"                             | 1 fille & 4 types                   | Yannick Saillet     |
| 2003 | "Et je t'aime encore"                              | 1 fille & 4 types                   | Yannick Saillet     |
| 2004 | "Contre nature"                                    | 1 fille & 4 types                   | Didier Kerbrat      |
| 2004 | "You and I"                                        | A New Day... Live in Las Vegas      | Andrew MacNaughtan  |
| 2004 | "Ma Nouvelle-France"                               | On ne change pas                    | Jean Beaudin        |
| 2004 | "Je lui dirai"                                     | Miracle                             | Scott Floyd Lochmus |
| 2005 | "Je ne vous oublie pas"                            | On ne change pas                    | Didier Kerbrat      |
| 2006 | "Tout près du bonheur"                             | Singolo non proveniente da un album | Ivan Grbovic        |
| 2007 | "Et s'il n'en restait qu'une (je serais celle-là)" | D'elles                             | Thierry Vargnes     |
| 2007 | "Taking Chances"                                   | Taking Chances                      | Paul Boyd           |
| 2012 | "Parler à mon père"                                | Sans attendre                       | Thierry Vergnes     |
| 2012 | "Le Miracle"                                       | Sans attendre                       | Thierry Vergnes     |